# Testimonianza (ordinamento civile italiano)
La testimonianza, nel processo civile italiano, è un mezzo di prova che le parti in causa possono esperire per dimostrare l'accadimento di un fatto che costituisce il fondamento di un diritto che si intende far valere (art. 2697 c.c.); è prevista e disciplinata dagli artt. 2721 e ss. del codice civile e dagli artt. 244 e ss. del codice di procedura civile.

## Disciplina
Come per tutti i mezzi di prova non assumibili d'ufficio dal giudice, per l'ammissibilità delle prove testimoniali occorre nel giudizio ordinario presentare la richiesta al giudice contestualmente alla domanda dell'attore o alla comparsa di risposta del convenuto (artt. 163 e 167 c.p.c.). È ammesso peraltro citare nuovi testimoni quando la controparte ne abbia citati a sua volta ed in genere quando si tratta di fornire prova contraria (art 183 c.p.c.). Nel processo del lavoro il principio della domanda è attenuato e il giudice può assumere prove testimoniali "senza particolari formalità" ammettendole nel processo anche se presentate nell'udienza di trattazione, sempreché le ritenga rilevanti e se non ne sia stato prima possibile l'esperimento (artt. 414 e 420 c.p.c.).
In ogni caso, perché la prova per testimoni sia ammissibile da parte del giudice, si devono osservare le disposizioni del codice civile, le quali di principio non ammettono la testimonianza per la prova di crediti, ma consentono al giudice di includerla, tenuto conto della qualità delle parti, della natura del contratto e di ogni altra circostanza (art 2721 c.c.). La stessa regola vale per il caso in cui la prova per testimoni sia invocata per provare l'esistenza di un patto successivo, aggiunto o contrario ad un documento, o allo scopo di dimostrare il pagamento o la remissione del debito da parte del creditore (art. 2726). Invece se il documento ha data non anteriore a quella del patto da provarsi la testimonianza è inammissibile (art. 2723 c.c.).
È possibile provare per testimoni il fatto di aver smarrito o distrutto il documento che costituiva prova a proprio favore, anche nel caso in cui la forma scritta sia obbligatoria per legge. Quando invece la legge richiede la forma scritta solo ai fini della prova di un fatto, la prova per testimoni può essere fornita anche nei casi in cui: vi sia un principio di prova scritta, oppure vi sia stata l'impossibilità morale o materiale di procurarsi un documento scritto (art. 2724 c.c.). Si pensi ad esempio al mutuo erogato ad un parente, che normalmente non viene documentato. 
Nel codice di procedura le forme della citazione di testimoni impongono alla parte di specificare nella richiesta le persone ed i fatti su cui si intende utilizzare la prova per testimoni, componendo una lista, che viene vagliata dal giudice istruttore, il quale può sfoltirla eliminando le testimonianze sovrabbondanti o vietate dalla legge (art. 244-245 c.p.c.). Con sentenza 4-11 giugno 1975, n. 139 della Corte Costituzionale è stata dichiarata l'incostituzionalità dell'art. 248 c.p.c., è quindi venuto lo speciale trattamento riservato ai minori di quattordici anni.
La Corte Costituzionale con la sentenza n. 248 del 23 luglio 1974 ha dichiarato costituzionalmente illegittimo quanto disposto all'art. 247 c.p.c., per cui è diventato possibile testimoniare per il coniuge, parenti e affini. Resta fermo quanto previsto all'art. 246 c.p.c., rubricato "incapacità a testimoniare", nel quale si afferma che "Non possono essere assunte a testimoni le persone aventi nella causa un interesse che potrebbe legittimare la loro partecipazione al giudizio". Si tratta del principio "nemo testis in causa propria", in base al quale non può essere assunta come teste la persona che ha un interesse nella causa. Per la Corte di Cassazione (Cass. Civ. n. 11034 del 12/05/2006) deve trattarsi di un interesse personale, concreto ed attuale che possa comportare la legittimazione principale a proporre l'azione oppure una legittimazione secondaria ad intervenire nello stesso giudizio.
Anche nel processo civile si applicano i diritti di astensione previsti nel codice di procedura penale di cui agli artt. 199, 200, 201 e 307 c.p.p.